# Diana Hayden
Diana Hayden (sinh ngày 1 tháng 5 năm 1973) là một người mẫu, diễn viên và là cựu Hoa hậu Thế giới 1997 đến từ Ấn Độ.

## Cuộc sống
Diana Hayden sinh ra tại Hyderabad, Ấn Độ trong một gia đình lai giữa người Anh và người Ấn Độ. Cô đã học ở trường trung học St.Anns, nhưng phải nghỉ học khi đang học lớp 8 sau đó cô đã tiếp tục công việc học và đã tốt nghiệp Đại học Osmania University.
Trước khi trở thành một người mẫu, cô làm giám đốc sự kiện cho một công ty có tên gọi là Encore. Sau đó cô làm việc ở BMG Crescendo nơi mà cô quản lý sự nghiệp cho các người mẫu Anaida và Mehnaz. Sau khi nghe lời khuyên của Anaida, cô đã ghi đơn tham dự cuộc thi Hoa hậu Ấn Độ. Sau khi chiến thắng trong cuộc thi hoa hậu Ấn Độ, cô đã tham dự cuộc thi Hoa hậu Thế giới và đăng quang.

## Sự nghiệp
Diana Hayden trở nên nổi tiếng sau khi chiến thắng tại cuộc thi Hoa hậu Thế giới năm 1997 khi đó cô đã 24 tuổi. Cô đã trở thành người Ấn Độ thứ 3 chiến thắng trong cuộc thi Hoa hậu Thế giới. Cô đã tham gia vào kinh đô điện ảnh Ấn Độ Bollywood.
Sau khi đi khắp thế giới hoạt động từ thiện cùng tổ chức Hoa hậu Thế giới, Diana dọn đến Vương quốc Anh và học tại Học viện nghệ thuật hoàng gia. Cô cũng đã học tại trường đào tạo diễn viên tại Luân Đôn, nơi cô tập trung khai thác các tác phẩm của Shakespeare. Năm 2001, cô tham gia vào một phiên bản phim của Shakespeare là Othello ở Nam Phi.
Năm 2006, Diana đã ký hợp đồng với học viện Avalon trở thành gương mặt đại diện cho học viện và tham gia với tư cách là nhà diễn thuyết cho các chương trình về hàng không tư nhân.
Sau khi thất bại tại Bollywood, Hayden dọn đến Los Angeles và tham gia vào các hoạt động xã hội.

## Các phim đã tham gia
- Othello: A South African Tale (2006)... Emilia
- Adaa - Will Kill U (2006)
- All Alone (2006)
- Ab Bas! (2004)... Soumya[5]
- Tehzeeb (2003)... Sheena Roy(Guest Appearance)

## Liên kết
- Participants of Bigg Boss along with Diana Hayden Lưu trữ ngày 12 tháng 9 năm 2009 tại Wayback Machine
- diana hayden Lưu trữ ngày 18 tháng 1 năm 2010 tại Wayback Machine